# Gustavo Fernando López
Gustavo Fernando López (Buenos Aires, 8 de febrero de 1957) es un político, abogado y periodista argentino, perteneciente al radicalismo. Hasta 2003 perteneció a la Unión Cívica Radical y desde esa fecha fundó el Partido de la Concertación FORJA, integrante del Frente para la Victoria.
Egresó como abogado de la Universidad de Buenos Aires en 1980, donde luego se desempeñó como docente. 
Entre 1999 y 2001 fue interventor del extinto COMFER. Fue ministro de Cultura de la Ciudad de Buenos Aires, entre 2003 y 2006, designado por Aníbal Ibarra. Desde el 31 de julio de 2008 ocupó el cargo de Subsecretario de la Presidencia de la Nación durante el mandato de la presidenta Cristina Fernández de Kirchner. Fue Diputado de la Nación Argentina por la Ciudad Autónoma de Buenos Aires desde octubre a diciembre del 2021. Actualmente fue nombrado por el presidente de la Nación Argentina Alberto Fernández en el cargo de Vicepresidente del Ente Nacional de Comunicaciones

## Trayectoria docente
En colegios secundarios fue profesor de Educación Cívica en la Escuela Cangallo “Cangallo Schule” (1981 - 1984) y de Derecho en el  Colegio Nacional de Buenos Aires (1988 - 1990). Entre 1983 y 1990 fue docente de Derecho Social en la Universidad de Belgrano.
Cuenta con una larga trayectoria como profesor en la Universidad de Buenos Aires. Es profesor de Derecho Público en la Facultad de Ciencias Económicas desde 1990. En la Facultad de Derecho fue parte de la cátedra de Derecho del Trabajo y de la Seguridad Social (1993 - 1999). En la Facultad de Filosofía y Letras dictó las materias Políticas Culturas (2012) y el seminario Los medios de Comunicación (2003 y 2007). Además, dentro de la universidad se desempeñó como Coordinador del área de Proyectos Especiales (1994) y Director de la Cátedra Abierta de Estudios Americanistas (1995-1997).
Fue profesor titular de “Planificación Cultural” de la Maestría en Comunicación y Creatividad Cultural, de la Universidad CAECE y la Fundación Walter Benjamín. Buenos Aires (2006). En la Universidad del Cine dicta las materias “Planificación Cultural y Medios” e “ Historia de los medios y sistemas de medios” desde 2007.  Es titular de la Cátedra de Derechos Humanos de la carrera de Trabajo Social de la Universidad de José C. Paz.

## Trabajo como periodista
- Conductor del Programa “Con Algunas Cosas Claras”, en Radio Belgrano, año 1987-1989, en Radio Argentina, año 1990; en FM B.A. Rock & Pop, años 1990-1992 y en Radio La Red, AM 910, años 1992/95
- Columnista político en “Imagen de Radio” conducido por Juan Alberto Badía, años 1995 a 1997 en Televisión por Cable
- Colaborador en “El Árbol y el Bosque” conducido por Enrique Vázquez como columnista político, años 1988 a 1994
- Columnista político en “La Tarde del Plata” por Radio del Plata, año 1987
- Colaborador de Diversas Publicaciones Gráficas entre las que se encuentran el Diario “Página 12” y la Revista “Humor”
- Conductor de “La Banca 61”, AM 1110, Radio de la Ciudad
- Columnista en “Voy y Vengo”, Radio del Plata, año 2007
- El programa que condujo, “Con Algunas Cosas Claras” fue recomendado y premiado por la Asociación de Oyentes “ Sin Anestesia” los años 1988/1995
- Columnista Político en el programa radial “Vigencia”, en Radio Splendid, año 1986/1987
- Conductor del Programa “Al final de todo” AM 1030 Radio del Plata, desde el 3/03/2003 al 9/12/2003

## Distinciones
- El Suscripto fue premiado en el año 1991 con el premio “Estímulo”, en el rubro Radio que otorga el Taller Escuela Agencia (T.E.A.)
- Galardonado con la distinción “Memorial por la Paz”, que otorga el Servicio de Paz y Justicia de América Latina, por el trabajo en Radio en la Defensa de los Derechos Humanos, 1992
- El 27 de agosto de 2004, recibe el “GALARDÓN SUSINI” a la trayectoria Radial, otorgado por el Consejo Profesional de Radio. Ciudad Autónoma de Buenos Aires Sala Gregorio De Laferrere
- Declarado “Huésped de Honor de la Ciudad de Mendoza”, con motivo de la visita a la Muestra Arte en Mendoza “Argentina Pinta Bien”, el calidad de Secretario de Cultura del Gobierno de la Ciudad de Buenos Aires, 17 de diciembre de 2004
- Designado “Académico Honoris Causa” por la Academia Nacional del Tango, en virtud de sus sentimientos para las Ares del Tango y su comprensión de los ideales de la Academia. Ciudad Autónoma de Buenos Aires, 27 de diciembre de 2004
- Receptor de la Medalla Conmemorativa del Centenario del “Café Tortoni” en el año 2004.
- La Secretaría de Cultura del Gobierno del Distrito Federal, México le otorgó al suscripto un Reconocimiento Especial por su participación en la 5.ª feria del Libro realizada del 7 al 16 de octubre de 2005 en el Zócalo capitalino de la Ciudad de México
- Galardonado por la Fundación Buenos Aires Sida con el Premio Compromiso 2005
- Galardonado por la Asociación Cristiana de Jóvenes/YMCA en el Día del Voluntario, por su destacada labor como Secretario de Cultura de la Ciudad Autónoma de Buenos Aires. 5 de diciembre de 2005
- Distinguido por la Academia Nacional de Tango con el “Gobbi de Oro” a los custodios de las artes del Tango. Salón de los Angelitos, Academia nacional del Tango, 22 de diciembre de 2008
- Declarado “Huésped de Honor” por el Partido de Marcos Paz, en ocasión de la visita realizada el 1 de octubre de 2009. (Decreto 1789/2009)
- Distinción “Paz, Cultura y Educación del Bicentenario”, otorgada por el director general de la Soka Gakkai y la División de Damas de la Soka Gakkai Internacional de la Argentina
- Al presentante fue ganador la Beca FEP otorgada por el Gobierno de Canadá, a través de su Embajada en la Argentina, motivo por el cual viajó a Quebec, Canadá, en marzo del año 2004. Tema: “Estudio Comparado de Medios entre Argentina y Canadá y sus Industrias Culturales”
- Invitado por la Embajada de Canadá al Festival Internacional de Televisión de BANFF, en la Ciudad de Banff, Alberta Canadá, como así también a entrevistarse con Directivos de CBC en Ottawa, del 8 al 15 de junio de 2008
- Declarado Visitante Ilustre por la Intendencia de Oberá, Pcia de Misiones, 1 de junio de 2011

## Libros publicados
- "Apuntes de una gestión cultural", año 2014, Editorial Prometeo
- “Las Industrias Culturales en la legislación Argentina”, Año 2009. Editorial Centro Cultural de la Cooperación y Universidad de Quilmes.
- Coautor del libro “Servicios de Comunicación Audiovisual” Régimen Legal-Derecho Comparado. Capítulo “Industrias Culturales”. Editorial La Ley, noviembre de 2010.
- “El Caso Ferrari-Arte, censura y libertad de expresión en la retrospectiva de León Ferrari en el Centro Cultural Recoleta, 2004-2005”, dentro de Testimonios - Una mirada personal. Ediciones Licopodio, diciembre de 2008.